# نشيد بيرو الوطني
النشيد الوطني في بيرو (بالأسبانية:Himno Nacional del Perú) قد اعتمد في عام 1821 ويسمى «نحن الأحرار».

## التاريخ
كان أول أداء للنشيد علناً في ليلة 23 سبتمبر 1821 في مسرح ليما، في حضور وسان مارتين، والمؤيدين للاستقلال، في ذلك اليوم الذي شمل في العاصمة. وهو من كلمات الشاعر دون خوسيه دي لا توري أوغارتي وتلحين خوسيه برناردو ألسيدو.

## النص بالأسبانية
Coro
Somos libres, seámoslo siempre
y antes niegue sus luces el sol,
que faltemos al voto solemne
que la patria al Eterno elevó.
Estrofa I
Largo tiempo el peruano oprimido
la ominosa cadena arrastró;
condenado a una cruel servidumbre
largo tiempo en silencio gimió.
Mas apenas el grito sagrado
¡Libertad! En sus costas se oyó,
la indolencia de esclavo sacude,
la humillada cerviz levantó.
Estrofa II
Ya el estruendo de broncas cadenas
que escuchamos tres siglos de horror,
de los libres al grito sagrado
que oyó atónito el mundo, cesó.
Por doquier San Martín inflamado,
Libertad, libertad, pronunció,
y meciendo su base los Andes
lo anunciaron, también a una voz.
Estrofa III
Con su influjo los pueblos despiertan
y cual rayo corrió la opinión;
desde el istmo a las tierras del fuego
desde el fuego a la helada región.
Todos juran romper el enlace
que natura a ambos mundos negó,
y quebrar ese cetro que España,
reclinaba orgullosa en los dos.
Estrofa IV
Lima, cumple ese voto solemne,
y, severa, su enojo mostró,
al tirano impotente lanzando,
que intentaba alargar su opresión.
A su esfuerzo sellaron los grillos
y los surcos que en sí reparó,
le atizaron el odio y venganza
que heredara de su Inca y Señor.
Estrofa V
Compatriotas, no más verla esclava
si humillada tres siglos gimió,
para siempre jurémosla libre
manteniendo su propio esplendor.
Nuestros brazos, hasta hoy desarmados
estén siempre cebando el cañón,
que algún día las playas de Iberia
sentirán de su estruendo el terror.
Estrofa VI
Excitemos los celos de España
Pues presiente con mengua y furor
Que en concurso de grandes naciones
Nuestra patria entrará en parangón.
En la lista que de éstas se forme
Llenaremos primero el reglón
Que el tirano ambicioso Iberino,
Que la América toda asoló.
Estrofa VII
En su cima los Andes sostengan
la bandera o pendón bicolor,
que a los siglos anuncie el esfuerzo
que ser libres, por siempre nos dio.
A su sombra vivamos tranquilos,
y al nacer por sus cumbres el sol,
renovemos el gran juramento
que rendimos al Dios de Jacob.

## النص بالعربية
جوقة
```
نحن أحرار، ونحن قد دائما 
وينكر ضوئها قبل أن تطلع الشمس، 
التي تفشل في الحفاظ على تعهد رسمي 
أثار البلاد إلى الله. 
```

المقطع الأول
```
بيرو
 عانت طويلا من الاضطهاد 
سحب سلسلة لا تحمد عقباها ؛ 
حكم عليه عبودية قاسية 
تعثرت طويلا في صمت. 
ولكن بمجرد أن البكاء المقدسة 
واستمع إلى شواطئها، 
يهز خمول من الرقيق، 
رفع رأسه إذلال. 
```

المقطع الثاني
```
الآن من هدير سلاسل الخام 
سمعنا ثلاثة قرون من الرعب، 
وصرخة المقدسة 
سمعوا دهش العالم، توقفت. 
في كل مكان سان مارتن، منتفخة، 
حكمت الحرية، والحرية، 
وهزاز قاعدتهم في جبال 
الأنديز
 
أعلن، أيضا في انسجام تام. 
```

المقطع الثالث
```
مع تدفق من الناس يستيقظون 
وانتشار فكرة مثل ومضة ؛ 
من برزخ إلى 
أرض النار
 
من النار في صقيع المنطقة. 
وتعهد الجميع لقطع الصلة 
ونفى أن طبيعة العالم على حد سواء، 
وكسر صولجان ان 
إسبانيا
، 
طموح جدا في كليهما. 
```

المقطع الرابع
```
ليما، والوفاء بهذا النذر الرسمي، 
والحاد، وأظهرت غضبها 
إطلاق الطاغية عاجزة، 
الذين حاولوا توسيع القهر. 
في جهودها الرامية اغلاق الصراصير 
والأخاديد التي أصلحت نفسها، 
اثارة الكراهية والانتقام 
ورثت من 
الإنكا
 والرب. 
المقطع الخامس 
أبناء وطنها عبدا لا أكثر 
إذا أذل ثلاثة قرون مانون 
ونحن قد تعهد إلى الأبد الحرة 
الحفاظ على رونقه الخاص. 
الأسلحة لدينا، حتى الآن العزل 
تتغذى دائما الوادي 
أن يوم واحد شواطئ ايبيريا 
يشعر الإرهاب من هدير لها. 
```

المقطع السادس
```
تثير الغيرة من إسبانيا 
ثم مع وشعور الغضب 
أن في مسابقة من الدول الكبرى 
وسوف تدخل بلدنا في المقارنة. 
قائمة يتم تشكيل هذه 
أول سد الممله 
السماح للطاغية الايبيرية طموحة، 
دمر كل هذا من أمريكا. 
```

المقطع السابع
```
في أعلى جبال الأنديز المحافظة 
علم أو راية ذو لونين 
القرن الذي يعلن هذا الجهد 
أن يكون حرا، وقدم لنا إلى الأبد. 
في ظله نعيش الهدوء، 
وقممها عند الولادة من الشمس، 
تجديد قسم كبير 
الاستسلام لإله يعقوب.
```